# Khi muốn khóc, tôi đeo mặt nạ mèo
Khi muốn khóc, tôi đeo mặt nạ mèo (Nhật: 泣きたい私は猫をかぶる Hepburn: Nakitai Watashi wa Neko o Kaburu) là một phim anime năm 2020 của Nhật Bản, do Studio Colorido, Toho Animation và Twin Engine phối hợp sản xuất. Phim được đồng đạo diễn bởi Sato Junichi và Shibayama Tomotaka, công chiếu vào ngày 18 tháng 6 năm 2020 qua nền tảng Netflix bằng tiếng Nhật, được hỗ trợ phụ đề tiếng Việt.

## Cốt truyện
Một cô gái tên Miyo yêu thầm một nam sinh học cùng trường tên Hinode, đã đến cửa hàng của một con mèo béo để mua một chiếc mặt nạ mèo, chỉ cần đeo chiếc mặt nạ vào là sẽ biến thành một con mèo, điều này đã khiến cho Hinode với Miyo ban đầu có vẻ ghét cô nhưng sau khi cô biến thành một con mèo trắng, Hinode lại tỏ ra cực kỳ yêu quý cô, đặt tên cho cô là Taro. Điều này làm cho Hinode nhớ đến chú chó đã mất của mình, cũng tên là Taro. Dù được Hinode hết mực yêu thương nhưng lựa chọn biến thành mèo này của Miyo đi kèm với một cái giá phải trả, khi ranh giới giữa phần người và phần mèo trong cô dần bị xóa nhòa.

## Vai lồng tiếng
| Nhân vật           | Lồng tiếng Nhật  |
| ------------------ | ---------------- |
| Sasaki Miyo / Tarō | Shida Mirai      |
| Hinode Kento       | Hanae Natsuki    |
| Kusugi-sensei      | Ogi Hiroaki      |
| Chủ cửa hàng mèo   | Yamadera Kōichi  |
| Mizutani Kaoru     | Kawasumi Ayako   |
| Sakaguchi Tomoya   | Namikawa Daisuke |
| Isami Masamichi    | Ono Kensho       |
| Fukase Yoriko      | Kotobuki Minako  |
| Saitō Miki         | Ohara Sayaka     |
| Sasaki Yōji        | Chiba Susumu     |
| Kinako             | Kitamura Eri     |
| Kakinuma           | Miki Shin'ichiro |
| Tamaki             | Sakuma Rei       |
| Sugita             | Yoshida Oolongta |
| Hajime             | Ochiai Fukushi   |

## Sản xuất

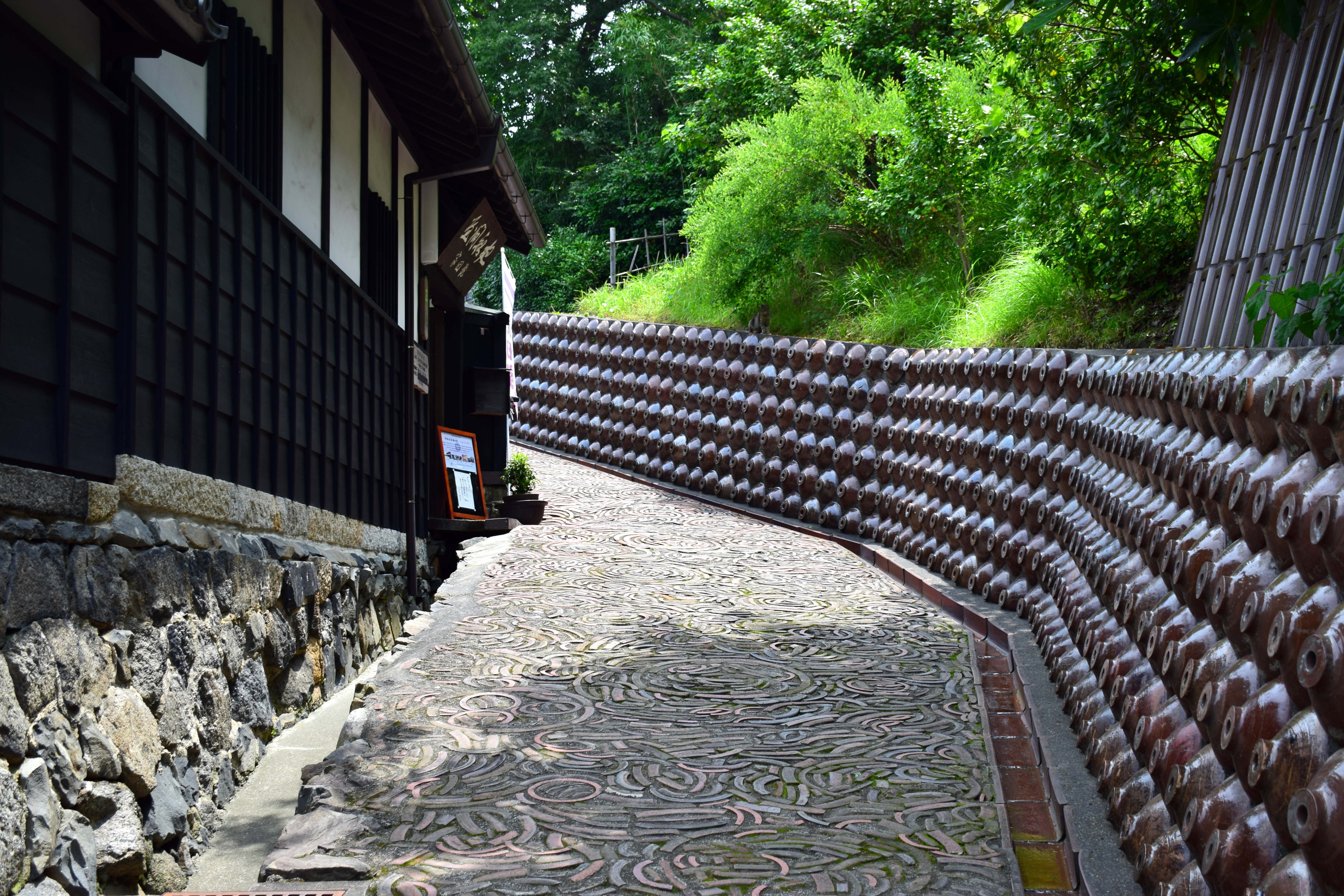
Con hẻm ở Tokoname với những bức tường gốm gia cố xuất hiện trong phim

- Đạo diễn - Sato Junichi, Shibayama Tomotaka.[1]
- Kịch bản - Okada Mari[1]
- Âm nhạc - Kubota Mina
- Thiết kế nhân vật - Ikeda Yumi
- Định hướng - Shimizu Yuji
- Chỉ đạo vẽ - Kato Fumi, Yokota Tadashi, Nagae Akihiro, Murayama Honest, Yabumoto Kazuhiko, Ishikawa Jun, Fujimaki Yuichi, Uemura Jun, Komine Masayori, Hashimoto Naonori, Ishidate Namiko, Kato Mayuko, Takayuki
- Chỉ đạo nghệ thuật - Takeda Yusuke, Mashiro Takamasu
- Thiết kế màu - Tanaka Miho
- Chỉ đạo CG - Saito Tsukasa
- Chỉ đạo nhiếp ảnh - Matsui Shin'ya
- Chỉnh sửa - Nishiyama Shigeru
- Sản xuất - Studio Colorido[1]
- Hoạch định - Twin Engine
- Sản xuất - ''Khi muốn khóc, tôi đeo mặt nạ mèo'' Hội đồng sản xuất (Fuji TV, Twin Engine, FCC, Toho, Universal Music, KDDI, KADOKAWA, BS Fuji, Dentsu Meitetsu Communications)

## Truyền thông

### Manga
Một chuyển thể manga được công bố vào tháng 5 năm 2020. Tập đầu tiên đã phát hành ngày 10 tháng 6 cùng năm.
| #  | Ngày phát hành       | ISBN           |
| -- | -------------------- | -------------- |
| 01 | 18 tháng 6 năm 2020  | 978-4041096192 |
| 02 | 10 tháng 12 năm 2020 | 978-4041108093 |

## Phát hành
Bộ phim ban đầu được lên kế hoạch ra rạp tại Nhật Bản vào ngày 6 tháng 5 năm 2020, nhưng đã bị hủy bỏ do ảnh hưởng của đại dịch COVID-19. Phim sau đó được bán lại cho Netflix để phân phối dưới dạng kỹ thuật số trên toàn thế giới vào ngày 18 tháng 6 năm 2020, bao gồm phiên bản có phụ đề tiếng Việt.